# Мужская сборная Бермудских Островов по софтболу
Мужская национальная сборная Бермудских Островов по софтболу — представляет Бермудские Острова на международных софтбольных соревнованиях. Управляющей организацией выступает Ассоциация софтбола Бермудских Островов (англ. Bermuda Amateur Softball Association).

## Результаты выступлений

### Чемпионаты мира
| Год        | Победы         | Поражения      | Место          |
| ---------- | -------------- | -------------- | -------------- |
| 1966       | 3              | 7              | 8              |
| 1968—1980  | не участвовали | не участвовали | не участвовали |
| 1984       | 0              | 7              | 15             |
| 1988       | 1              | 12             | 13             |
| 1992—н. в. | не участвовали | не участвовали | не участвовали |